# Villa Cesarina
La villa Cesarina est une résidence historique de la Valganna dans la province de Varèse en Italie.

## Histoire
La villa fut construite en 1906 selon le projet conçu par l'ingénieur milanais Vittorio Verganti à la demande de la famille Calegari. À l'époque, la Valganna était en train de se transformer en une populaire localité de villégiature.

## Description
La villa se dresse sur les pentes de la Valganna. Sa position dominante sur la vallée permet de profiter d'une vue panoramique sur le lac de Ganna. Elle est entourée d'un vaste parc.
Le bâtiment, développé sur trois niveaux couronnés d'une petite tour, présente un style art nouveau. Décorations floréales, bossages, corbeaux et ouvertures circulaires décorent ses façades.